# Палац Уряду Фінляндії
Будівля Сенату, Палац Уряду Фінляндії (фін. Valtioneuvoston linna, швед. Statsrådsborgen) — адміністративна будівля Уряду Фінляндії на Сенатській площі в центрі Гельсінкі.

## Історія
Будівництво будівлі для Сенату Фінляндії почалося в 1818. Сенат розмістився у палаці в 1822. Крило по Алексантеринкату завершено в 1824, а крило по Ритаринкату — в 1828. На Халлитускату будинок не було добудовано, поки через кілька десятиліть не було збудовано корпус Сенатської друкарні з внутрішнім двором у 1860. Крила Ритаринкатом і Халлитускатом згодом відремонтовані та перебудовані. Будівля набула свого нинішнього вигляду у 1916-1917.
Окрім Сенату, у перші роки в будівлі знаходилися також багато інших важливих громадських установ, у тому числі попередник Банку Фінляндії, поштова дирекція, митний департамент та Національний архів. Імператорська Олександрівська аптека також розташовувалась у будівлі Сенату, до того, як вона переїхала до будівлі на протилежному боці Сенатської площі у 1832.
У 1904 Ейґен Шауман застрелив генерал-губернатора Фінляндії Миколу Івановича Бобрикова на сходах будівлі.

## Сучасний стан
Сьогодні в будівлі Сенату розташовуються резиденція прем'єр-міністра, офіс канцлера юстиції та більшість відділів Міністерства фінансів.